# 漁汀站
漁汀站（：／ Eojeong yeok */?）曾为韩国铁路水骊线上的一个车站，位于京畿道龙仁市器兴区中洞，已于1972年废止。

## 历史
- 1930年12月1日：开始使用[1]。
- 1972年4月1日：停用本站[2]。